# Wilko Möller
Wilko Möller (* 10. November 1966 in Hannover) ist ein rechtsextremer deutscher Politiker (AfD). Er ist seit 2019 Mitglied im Landtag Brandenburg.

## Leben
Möller wurde in Hannover geboren und verbrachte dort seine Kindheit, ehe er in das nordrhein-westfälische Erftstadt zog, wo er seine Schulausbildung mit dem Fachabitur beendete und eine Berufsausbildung zum Groß- und Außenhandelskaufmann absolvierte. Im Jahr 1989 begann er eine Ausbildung zum Polizeivollzugsbeamten im mittleren Dienst beim Bundesgrenzschutz. Möller ist verheiratet und hat fünf Kinder.

## Politik
Möller war in der Jungen Union (JU) politisch aktiv und gehörte von 2008 bis 2012 der Freien Demokratischen Partei (FDP) an, ehe er 2013 der AfD beitrat. Für diese zog er bei der Kommunalwahl 2014 in die Stadtverordnetenversammlung in Frankfurt (Oder) ein und gehört zunächst dort der AfD-Fraktion an. Möller kandidierte 2018 für das Amt des Oberbürgermeisters in Frankfurt, wobei er in der ersten Runde mit rund 17 % der abgegebenen Stimmen den dritten Platz belegte und sich somit nicht für die Stichwahl zwischen René Wilke (Die Linke) und dem parteilosen Martin Wilke qualifizieren konnte.
Bei der Landtagswahl in Brandenburg 2019 wurde Möller über das Direktmandat im Landtagswahlkreis Frankfurt (Oder) in den Landtag Brandenburgs gewählt. Er war im 7. Landtag in den Ausschüssen für Inneres und Kommunales, für Europaangelegenheiten und Entwicklungspolitik, sowie im Rechtsausschuss Mitglied. Bei der Landtagswahl 2024 zog er erneut über das Direktmandat im Wahlkreis Frankfurt (Oder) in den Landtag ein.